# Курсон, Памела
Памела Сьюзен Курсон (Корзон, Корсон, англ. Pamela Susan Courson; 22 декабря 1946 года, Уид, Калифорния — 25 апреля 1974 года, Лос-Анджелес) — подруга и муза Джима Моррисона, лидера группы The Doors.

## Биография
Памела Курсон родилась 22 декабря 1946 года в городке Уид, штат Калифорния. По воспоминаниям знакомых, она была не очень общительным ребёнком, да и семья их не особо дружила с соседями. До средних классов школы она довольно неплохо училась. Но уже в 16 лет Памела начала прогуливать занятия в средней школе округа Орандж и в конце концов уехала в Лос-Анджелес, где жила на съёмной квартире вместе с подругой. Окончив школу в 1965 году, она переехала в Лос-Анджелес, где стала студенткой Los Angeles City College и познакомилась с музыкантами The Doors. Кроме управления модным бутиком Themis, подаренным Джимом, Памела не сделала никакой карьеры.
Умерла 25 апреля 1974 года в Лос-Анджелесе от передозировки героина, через три года после смерти Джима Моррисона. Памела — единственный человек, который видел Джима накануне смерти, что породило слухи об убийстве или инсценированной смерти певца. Ей же он завещал всё имущество, включая права на использование его произведений.
Памеле Курсон посвящены многие стихи и некоторые песни Джима Моррисона, в том числе My Eyes Have Seen You, Blue Sunday, Indian Summer, L.A. Woman, Love Street, Orange County Suite, Queen of the Highway, We Could Be So Good Together, Wild Child. Есть мнение, что именно ей посвящены Cinnamon Girl и The Needle and the Damage Done Нила Янга, хотя сам певец не подтверждал этого.

## Джим и смерть
Мнения касательно того, где и в какой момент Джим познакомился с Пэм, расходятся. Некоторые биографы (а также  Рэй Манзарек в своих мемуарах)  утверждают, что они встретились впервые в клубе London Fog на Сансет-Стрип, где группа выступала в 1965 году, когда Памела была изучавшей искусство студенткой в Городском колледже Лос-Анджелеса. С другой стороны, её близкие друзья говорят, что они познакомились месяцев за шесть до этого на вечеринке, которая проходила либо в UCLA, либо в колледже.
Отношения Джима и Памелы были бурными, оба они, бывало, ходили на сторону. По некоторым данным, Памела до Моррисона встречалась с Артуром Ли из группы Love. Некоторое время Пэм владела бутиком Themis, который Джим  купил для неё, когда у них завелись деньги. В её свидетельстве о смерти в качестве рода занятий так и осталось «владелица магазина женской одежды».
После смерти Моррисона в 1971 году Памела по завещанию Джима унаследовала всё его имущество, хотя в завещании он и признавал себя «неженатым». Из-за продолжительной судебной тяжбы вступить в права наследования она смогла только через два года. С остальными членами группы Памела перестала общаться, получив свою часть авторских отчислений.
Вплоть до своей смерти в 1974 году Памела вела затворнический образ жизни и всё больше подсаживалась на героин. 25 апреля её обнаружили мёртвой на диване в гостиной её квартиры в Лос-Анджелесе, которую она снимала вместе с двумя друзьями. Причиной смерти была передозировка героина. Соседка рассказывала, что она мечтала снова встретить Джима. Родители Памелы хотели, чтобы её похоронили на кладбище Пер-Лашез рядом с Джимом, и уже обозначили это место захоронения в свидетельстве о смерти, однако из-за сложностей с оформлением перевозки тела во Францию от этой идеи пришлось отказаться. Пэм похоронили в Мемориальном парке Фэрхейвен (Fairhaven Memorial Park) в Санта-Ане, штат Калифорния, под именем «Памелы Сьюзен Моррисон».

## Интересные факты
- Памела, как и Моррисон, умерла в 27 лет.
- Памеле посвящены такие песни The Doors, как Queen of the Highway, Five to One, Twentieth Century Fox, Roadhouse Blues.
- После смерти Джима и Памелы её родители обращались в суд с тем, чтобы их отношения признали фактическим браком[15].
- Мэг Райан играет Памелу Курсон в фильме Оливера Стоуна «Дорз»[17].